# Coperonus pinguis
Coperonus pinguis är en kräftdjursart som beskrevs av Brandt 1992. Coperonus pinguis ingår i släktet Coperonus och familjen Munnopsidae. Inga underarter finns listade i Catalogue of Life.